# Sailly-Achâtel
Sailly-Achâtel – miejscowość i gmina we Francji, w regionie Grand Est, w departamencie Mozela.
Według danych na rok 1990 gminę zamieszkiwało 210 osób, a gęstość zaludnienia wynosiła 26 osób/km² (wśród 2335 gmin Lotaryngii Sailly-Achâtel plasuje się na 835. miejscu pod względem liczby ludności, natomiast pod względem powierzchni na miejscu 742.).